# Mowrystown (Ohio)
Pour les articles homonymes, voir Sherrodsville.
Mowrystown est un village américain situé dans le comté de Highland, dans l'Ohio. Selon le recensement de 2010, sa population est de 360 habitants.